# Connomyia argyropodos
Connomyia argyropodos är en tvåvingeart som beskrevs av Jason Gilbert Hayden Londt 1993. Connomyia argyropodos ingår i släktet Connomyia och familjen rovflugor.
Artens utbredningsområde är Namibia. Inga underarter finns listade i Catalogue of Life.